# Anders Lindblom
Per Anders Lindblom, född 22 april 1957, är en svensk läkare och tidigare  statsepidemiolog.
Anders Lindblom disputerade den 26 oktober 2016 för medicine doktorsexamen vid Uppsala universitet med en avhandling om fästingburna infektioner. Han verkade som smittskyddsläkare i Region Dalarna fram till slutet av oktober 2021 då han tillträdde en tjänst inom Folkhälsomyndigheten.
Den 14 mars 2022 blev han statsepidemiolog vid Folkhälsomyndigheten efter att Anders Tegnell slutat. Lindblom hade denna befattning fram till den 11 september 2023 då Magnus Gisslén efterträdde honom som statsepidemiolog.